# نیوینگتون، نیو ساوت ولز
نیوینگتون (به انگلیسی: Newington) یک حومه شهر در استرالیا است که در نیو ساوت ولز واقع شده‌است.